# Shepenupet I
Henemetibamon Shepenupet-merimut, più nota come Shepenupet I (VIII secolo a.C. – 714 a.C. circa), è stata la prima tra le Divine Spose di Amon ad avere potere politico su Tebe e sulla regione circostante.
Figlia di Osorkon III, sovrano della XXIII dinastia e della regina Karaotet, al momento di assumere l'incarico assunse i titoli di Signora delle Due Terre, Esecutrice del volere di Amon.

Quando Piankhi, sovrano della XXV dinastia estese il suo controllo alla tebaide costrinse Shepenupet ad adottare sua sorella Hatnefrumut Amonirdisi (Amenardis I) ed a nominarla sua erede.
| i | mn · n | W9 | G17 | F34 |

| i | mn · n | W9 | G17 | F34 |

| i | mn · n | W9 | G17 | F34 |

| i | mn · n | W9 | G17 | F34 |

 hnm(t) ib imn - Henemetibamon
| G14 | N36 | N37 · p · Z9 | F13 |

| G14 | N36 | N37 · p · Z9 | F13 |

| G14 | N36 | N37 · p · Z9 | F13 |

| G14 | N36 | N37 · p · Z9 | F13 |

sp (n) wp (t) mr mwt - Shepenupet merimut (Shepenupet, amata da Mut)